# Gayophytum eriospermum
Gayophytum eriospermum är en dunörtsväxtart som beskrevs av Frederick Vernon Coville. Gayophytum eriospermum ingår i släktet Gayophytum och familjen dunörtsväxter. Inga underarter finns listade i Catalogue of Life.